# Phalcochina albistriata
Phalcochina albistriata is een hooiwagen uit de familie Assamiidae.